# 루더 대 보덴
루더 대 보덴 사건은 1841년과 1842년에 일어난 로드아일랜드 주의 정치적 소요사태에 관한 판결이다. 통치행위를 최초로 인정한 미국 판례이다.

## 사건개요
로드아일랜드 주는 주 헌법을 제정하지 않고 영국왕 찰스 2세가 1663년에 수여한 식민지 특허장(Charter)에 근거한 통치체제를 유지하면서 미국연방에 가입하였다.
시민들이 정상적인 통치체제를 요구하며 선거권 개혁을 시도하였으나, 식민지 특허장에 근거한 주정부는 이를 거부하였다.
시민들은 당시 법률상 근거 없는 헌법제정회의를 구성하여 헌법을 제정하고 공무원을 선출하였다. 식민지 특허장에 근거한 정부는 이러한 모든 행위가 무효라고 선언하였다.
주헌법에 의해 새로 선출된 반정부파 주지사 Thomas Dorr가 주정부 무기고 탈취를 시도하자, 식민지 특허장에 근거한 주정부는 주 전역에 계엄을 선포하였다.

## 판결
미국 연방 대법원은 이 사건이 연방헌법 제4조 제4항의 공화국 정부형태 보장 조항(Guarantee Clause)과 관련된 정치문제(political question)라고 하여 본안심리를 하지 않고 각하하였다.
타니 대법관은 부수적 의견(obiter dictum)에서, 주정부는 폭동을 진압하기 위하여 군사력을 사용할 수 있고, 내정 불안을 진압하기 위하여 계엄을 선포할지 여부를 결정하는 최종 판단권자라고 설명했다.